# Division 2 1981/82
Die Division 2 1981/82 war die 43. Austragung der zweithöchsten französischen Fußballliga. Es handelte sich seit 1970 um eine offene Meisterschaft mit Profis und Amateuren. Gespielt wurde vom 1. August 1981 bis zum 8. Mai 1982; von Mitte Dezember bis Ende Januar gab es eine besonders lange Winterpause.
Zweitligameister wurde der Toulouse FC.

## Vereine
Teilnahmeberechtigt waren die 28 Vereine, die nach der vorangegangenen Spielzeit weder in die erste Division auf- noch in die dritte Liga (National) abgestiegen waren; dazu kamen zwei Erstligaabsteiger und sechs Aufsteiger aus der National. Diese 36 Teilnehmer spielten in zwei überwiegend nach regionalen Gesichtspunkten eingeteilten Gruppen (eine mit Mannschaften aus dem Norden und Westen sowie eine mit Teams aus dem Süden und Osten).
Somit spielten in dieser Saison folgende Mannschaften um die Meisterschaft der Division 2: Aufsteiger Absteiger
- Gruppe A: Paris FC, Aufsteiger FC Fontainebleau-Bagneaux, US Orléans, AAJ Blois, SR Saint-Dié, FC Gueugnon, Aufsteiger CS Cuiseaux-Louhans, FC AS Grenoble, CS Thonon, AS Libourne, Toulouse FC, AS Béziers, Absteiger Olympique Nîmes, FC Martigues, Olympique Marseille, Aufsteiger SC Toulon, AS Cannes, Gazélec FC Ajaccio
- Gruppe B: US Dunkerque, Aufsteiger Calais RUFC, US Nœux-les-Mines, SC Abbeville, EDS Montluçon, Aufsteiger Stade Français 92 Paris, Stade Reims, Aufsteiger FC Mulhouse, Racing Club Franc-Comtois Besançon, Le Havre AC, FC Rouen, Stade Rennes, EA Guingamp, Stade Quimper, Absteiger SCO Angers, LB Châteauroux, FC Limoges, AS Angoulême

Direkt aufstiegsberechtigt waren nur die jeweiligen Gruppenersten. Dazu kam eine Relegation zwischen dem am schlechtesten platzierten Erstligisten, der nicht direkt abstieg, und dem besten, nicht direkt aufstiegsberechtigten Zweitligisten.

## Saisonverlauf
Jede Mannschaft trug gegen jeden Gruppengegner ein Hin- und ein Rückspiel aus, einmal vor eigenem Publikum und einmal auswärts. Es galt die Zwei-Punkte-Regel; bei Punktgleichheit gab die Tordifferenz den Ausschlag für die Platzierung. In Frankreich wird bei der Angabe des Punktverhältnisses ausschließlich die Zahl der Pluspunkte genannt; hier geschieht dies in der in Deutschland zu Zeiten der 2-Punkte-Regel üblichen Notation.
In beiden Gruppen gab es eine bis zum letzten Spieltag spannende Auseinandersetzung um die für direkten Aufstieg und Relegationsteilnahme wesentlichen Plätze. In der Gruppe A entschied schließlich sogar nur das bessere Torverhältnis zugunsten von Toulouse gegenüber Thonon über ersten und zweiten Rang, während die besten drei Mannschaften in Gruppe B lediglich jeweils ein Zähler Abstand trennte. Dem Liganeuling Mulhouse gelang am Saisonende der „Durchmarsch“ von der dritten in die erste Division. Auch zwei weitere Vorjahres-Drittligisten (Toulon und Cuiseaux-Louhans) schnitten im oberen Tabellenviertel und somit sehr achtbar ab; dafür musste Calais als einziger Aufsteiger postwendend in die National zurückkehren, wobei gleichfalls nur die Tordifferenz den Ausschlag gab. Der Paris FC verließ die Division 2 nach seiner Auflösung und anschließender Neugründung. Bemerkenswert war noch, dass Grenoble den Rekord an unentschiedenen Spielausgängen einstellte, den Angoulême erst zwei Jahre vorher auf 18 Remis in 34 Begegnungen aufgestellt hatte.
In den 612 Begegnungen wurden 1.520 Treffer erzielt; das entspricht einem Mittelwert von knapp 2,5 Toren je Spiel. Erfolgreichste Torschützen waren in Gruppe A Marc Pascal (Marseille) mit 18 und in Gruppe B zwei Spieler (Žarko Olarević aus Le Havre sowie Issicka Ouattara aus Mulhouse) mit je 25 Treffern; die beiden Letztgenannten teilten sich somit die Liga-Torjägerkrone. Zur folgenden Spielzeit kamen drei Absteiger aus der Division 1 hinzu: US Valenciennes-Anzin, OGC Nizza und Montpellier La Paillade SC. Aus der dritthöchsten Liga stiegen sieben Mannschaften auf, und zwar Racing Paris, AS Red Star Saint-Ouen, ES Viry-Châtillon, AS Corbeil-Essonnes, CS Blénod, Entente Montceau-les-Mines und Olympique Alès.

## Abschlusstabellen

### Gruppe A
| Pl. | Verein                    | Sp. | S  | U  | N  | Tore    | Diff. | Punkte |
| --- | ------------------------- | --- | -- | -- | -- | ------- | ----- | ------ |
| 1.  | Toulouse FC               | 34  | 18 | 10 | 6  | 050:250 | +25   | 46:22  |
| 2.  | CS Thonon                 | 34  | 18 | 10 | 6  | 038:230 | +15   | 46:22  |
| 3.  | Olympique Marseille       | 34  | 14 | 15 | 5  | 048:330 | +15   | 43:25  |
| 4.  | SC Toulon (N)             | 34  | 15 | 10 | 9  | 062:500 | +12   | 40:28  |
| 5.  | CS Cuiseaux-Louhans (N)   | 34  | 16 | 5  | 13 | 049:540 | −5    | 37:31  |
| 6.  | Olympique Nîmes (A)       | 34  | 14 | 7  | 13 | 057:490 | +8    | 35:33  |
| 7.  | AS Béziers                | 34  | 12 | 11 | 11 | 039:350 | +4    | 35:33  |
| 8.  | AS Cannes                 | 34  | 11 | 13 | 10 | 040:370 | +3    | 35:33  |
| 9.  | US Orléans                | 34  | 12 | 11 | 11 | 033:370 | −4    | 35:33  |
| 10. | Paris FC                  | 34  | 11 | 12 | 11 | 046:450 | +1    | 34:34  |
| 11. | FC Gueugnon               | 34  | 10 | 13 | 11 | 033:340 | −1    | 33:35  |
| 12. | FC AS Grenoble            | 34  | 7  | 18 | 9  | 031:290 | +2    | 32:36  |
| 13. | FC Martigues              | 34  | 12 | 8  | 14 | 041:440 | −3    | 32:36  |
| 14. | AS Libourne               | 34  | 10 | 11 | 13 | 037:380 | −1    | 31:37  |
| 15. | FC Fontainebleau-Bagneaux | 34  | 10 | 10 | 14 | 045:470 | −2    | 30:38  |
| 16. | SR Saint-Dié              | 34  | 8  | 8  | 18 | 031:490 | −18   | 24:44  |
| 17. | Gazélec FC Ajaccio        | 34  | 7  | 9  | 18 | 029:520 | −23   | 23:45  |
| 18. | AAJ Blois                 | 34  | 6  | 9  | 19 | 026:540 | −28   | 21:47  |

Platzierungskriterien: 1. Punkte – 2. Tordifferenz – 3. geschossene Tore

| (A) | Absteiger aus der Division 1 1980/81 |
| (N) | Neuaufsteiger                        |

### Gruppe B
| Pl. | Verein                      | Sp. | S  | U  | N  | Tore    | Diff. | Punkte |
| --- | --------------------------- | --- | -- | -- | -- | ------- | ----- | ------ |
| 1.  | FC Rouen                    | 34  | 21 | 9  | 4  | 054:190 | +35   | 51:17  |
| 2.  | FC Mulhouse (N)             | 34  | 22 | 6  | 6  | 073:400 | +33   | 50:18  |
| 3.  | US Nœux-les-Mines           | 34  | 19 | 11 | 4  | 046:220 | +24   | 49:19  |
| 4.  | Le Havre AC                 | 34  | 20 | 6  | 8  | 073:380 | +35   | 46:22  |
| 5.  | Stade Rennes                | 34  | 17 | 10 | 7  | 045:260 | +19   | 44:24  |
| 6.  | Stade Reims                 | 34  | 16 | 9  | 9  | 054:260 | +28   | 41:27  |
| 7.  | AS Angoulême                | 34  | 17 | 7  | 10 | 050:330 | +17   | 41:27  |
| 8.  | SCO Angers (A)              | 34  | 12 | 10 | 12 | 042:390 | +3    | 34:34  |
| 9.  | EA Guingamp                 | 34  | 12 | 5  | 17 | 043:420 | +1    | 29:39  |
| 10. | Racing FC Besançon          | 34  | 9  | 11 | 14 | 045:530 | −8    | 29:39  |
| 11. | Stade Français 92 Paris (N) | 34  | 8  | 13 | 13 | 037:500 | −13   | 29:39  |
| 12. | US Dunkerque                | 34  | 8  | 12 | 14 | 030:390 | −9    | 28:40  |
| 13. | FC Limoges                  | 34  | 10 | 8  | 16 | 038:600 | −22   | 28:40  |
| 14. | LB Châteauroux              | 34  | 8  | 9  | 17 | 038:510 | −13   | 25:43  |
| 15. | SC Abbeville                | 34  | 5  | 13 | 16 | 034:650 | −31   | 23:45  |
| 16. | Calais RUFC (N)             | 34  | 8  | 7  | 19 | 028:690 | −41   | 23:45  |
| 17. | EDS Montluçon               | 34  | 7  | 8  | 19 | 022:540 | −32   | 22:46  |
| 18. | Stade Quimper               | 34  | 6  | 8  | 20 | 033:590 | −26   | 20:48  |

Platzierungskriterien: 1. Punkte – 2. Tordifferenz – 3. geschossene Tore

| (A) | Absteiger aus der Division 1 1980/81 |
| (N) | Neuaufsteiger                        |

## Ermittlung des Meisters
Die beiden Gruppensieger trafen in Hin- und Rückspiel aufeinander, um den diesjährigen Meister der Division 2 zu ermitteln. Dabei gewann Rouen sein Heimspiel mit 3:2 und verlor in Toulouse mit 1:2. Angesichts des Gleichstands erzielter Tore wirkte sich erstmals die sogenannte „Auswärtstorregel“ aus, durch die Toulouse Zweitligameister wurde.
| Gruppe B | Gesamt    | Gruppe A    | Hinspiel | Rückspiel |
| -------- | --------- | ----------- | -------- | --------- |
| FC Rouen | (a)4:4(a) | Toulouse FC | 3:2      | 1:2       |

## Relegation
Nach dem gleichen Modus kämpften die beiden Gruppenzweiten darum, wer von ihnen gegen den Erstliga-18. US Valenciennes-Anzin um einen weiteren Aufstiegsplatz in die höchste Spielklasse spielen durfte. Hierbei gewann Mulhouse beide Spiele gegen Thonon (3:0 und 2:1). Anschließend besiegten die Elsässer auch die USVA vor eigenem Publikum mit 5:2, erreichten im Rückspiel ein 1:1 und stiegen somit als dritter Zweitdivisionär auf.
| Gruppe B    | Gesamt | Gruppe A  | Hinspiel | Rückspiel |
| ----------- | ------ | --------- | -------- | --------- |
| FC Mulhouse | 5:1    | CS Thonon | 3:0      | 2:1       |

| Division 2  | Gesamt | Division 1            | Hinspiel | Rückspiel |
| ----------- | ------ | --------------------- | -------- | --------- |
| FC Mulhouse | 6:3    | US Valenciennes-Anzin | 5:2      | 1:1       |